# Collada de les Terres
La Collada de les Terres és un coll a 1.465,7 m. alt. del terme municipal de Sarroca de Bellera, en el Pallars Jussà.
Està situada al nord-oest de Xerallo i al sud-oest de les Esglésies, i hi passava el vell camí de bast de Sentís a Perves. És al sud-est de Monevui i del Tossal de Prat d'Hort i al nord del Tossal Gros.